# Palacio Querini en la Carità
El palacio Querini en la Carità o también palacio Querini Vianello es un palacete italiano situado en el sestiere de Dorsoduro en Venecia, con fachada al Gran Canal, junto al palacio Mocenigo Gambara. Se encuentra a poca distancia de la Galería de la Academia de Venecia.

## Historia
El palacio Querini se muestra como un edificio de realización neoclásica. Se construyó sobre los cimientos de una anterior casa gótica y se amplió en 1864. Ha albergado al Consulado de Gran Bretaña y también ha funcionado como edificio de oficinas.

## Descripción
La fachada típicamente neoclásica, simétrica, con entresuelo, sin gran interés arquitectónico, concentra toda su importancia en el discreto y lineal triple ventanal abalconado de la planta principal, con dos parejas de monóforas, una a cada lado.